# Philippe Redon
Philippe Redon (Gorron, 12 de dezembro de 1950 - 12 de maio de 2020) foi um futebolista e treinador de futebol francês que atuava como atacante.

## Carreira
Em sua carreira de jogador, Redon atuou com mais destaque por Rennes, Paris Saint-Germain e Laval, além de ter vestido as camisas de Red Star, Bordeaux, Metz, Rouen, Central Sport (Polinésia Francesa), Saint-Étienne, Saint-Lô e Créteil, onde se aposentou em 1988 e iniciaria a carreira de treinador.
Além dos Béliers (onde teve uma segunda passagem entre 1989 e 1990), comandou o Lens[carece de fontes?] e as seleções de Camarões e Libéria. Seu último trabalho foi como auxiliar-técnico do Rennes, entre 2002 e 2007.
Redon faleceu em 12 de maio de 2020, aos 69 anos.

## Links
- Perfil no site do FC Metz (em francês)